# Acropternis orthonyx
El tapaculo ocelado (en Colombia y Perú) (Acropternis orthonyx), también denominado pasto pilche (en Ecuador), gran pájaro ratón (en Venezuela), churrín ocelado o tapacola ocelado, es una especie de ave paseriforme de la familia Rhinocryptidae, la única del género Acropternis. Es nativo de los Andes del noroeste de América del Sur. 

## Distribución y hábitat
Se distribuye a lo largo de los Andes desde el noroeste de Venezuela, por Colombia, Ecuador, hasta el extremo noroeste de Perú.
Es poco común en el sotobosque de bosques húmedos de alta montaña entre los 2300 y 3500 m de altitud, con alturas de dosel de 15 a 25 m y árboles dominantes como Brunellia, Hieronyma, Ocotea, Quercus humboldtii, Tibouchina y Weinmannia, por lo general muy cubiertos de epífitas y especialmente con abundantes matorrales de bambú Chusquea, formando una maraña impenetrable junto con otras plantas, como palmas Geonoma o arbustos Ericaceae. Debido a su dependencia de los matorrales de bambú, que crecen en los claros, parece tolerar la tala selectiva.

## Descripción
Mide 21 a 22 cm de longitud y pesa entre 80 y 100 g. El plumaje es principalmente negro con puntos blancos, con la cabeza y la garganta rojizas rufas y la grupa y el crísum color castaño, como una falda. 

## Comportamiento

### Alimentación
Se alimenta de material vegetal y artrópodos que encuentra escarbando entre la tierra.

### Reproducción
Construye en algún arbusto, con musgo, palos delgados, raicillas y plumas, un nido en forma globular de 22 por 30 cm, con una entrada lateral de 10 cm de diámetro. Macho y hembra cuidan juntos el nido y alimentan al pichón.

### Vocalización
Su llamado se describe como un silbato fuerte y enfático «juiuu!», que se puede escuchar desde una larga distancia.

## Sistemática

### Descripción original
La especie A. orthonyx fue descrita por primera vez por el naturalista francés Frédéric de Lafresnaye en 1843 bajo el nombre científico Merulaxis orthonyx; localidad tipo «Colombia».
El género Acropternis fue descrito por los ornitólogos alemanes Jean Cabanis y Ferdinand Heine Sr. en 1860.

### Etimología
El nombre genérico masculino «Acropternis» deriva del griego «akros»: el más alto, y «pternē»: tacos; significando «de tacos altos»; y el nombre de la especie «orthonyx», proviene del griego «orthos»: recto, derecho  y «onux, onukhos»: garras; significando «de garras rectas».

### Taxonomía
Los estudios de genética molecular de Ericson et al., 2010 confirman la monofilia de la familia Rhinocryptidae y sugieren la existencia de dos grandes grupos dentro de la misma, de forma muy general, el formado por las especies de mayor tamaño, al que pertenece el presente, y el integrado por las especies menores. Ohlson et al. 2013 proponen la división de la familia en dos subfamilias. La presente pertenece a una subfamilia Rhinocryptinae Wetmore, 1930 (1837), junto a Pteroptochos, Scelorchilus, Psilorhamphus, Liosceles, Rhinocrypta y Teledromas.
Las variaciones geográficas son débiles y tal vez la especie sería mejor tratada como monotípica.

### Subespecies
Según la clasificación del Congreso Ornitológico Internacional (IOC) (Versión 6.3, 2016) y Clements Checklist v.2015,  se reconocen dos subespecies, con su correspondiente distribución geográfica:
- Acropternis orthonyx orthonyx (Lafresnaye, 1843) – Andes de Trujillo, Mérida y Táchira en el noroeste de Venezuela, y Andes orientales y centrales de Colombia; con pequeñas poblaciones en la Cordillera Occidental, en Antioquia en el Páramo de Frontino.[16]
- Acropternis orthonyx infuscatus Salvadori & Festa, 1899 – Andes de Ecuador (hacia el sur en el oeste hasta Chimborazo) y noroeste de Perú (cerro Chinguela y Cordillera Colán, en el sur de Amazonas).